# 右院
右院是日本明治時代的行政機構。
1871年，日本政府將太政官拆分為正院、左院、右院三個機構。當時日本實行二官六省制，右院便由各省的卿、次官以及大輔構成。右院的權力比正院要弱得多。而在右院各官員之中，大藏省的官僚因其掌管財政而權力最大；這是右院制度不健全的原因之一。
1875年元老院設置之後，右院被廢止。